# Englishman in New York
«Englishman in New York» es una canción interpretada por Sting. La canción fue lanzada en su álbum de 1987.La canción está inspirada en Quentin Crisp, quien se había mudado de Londres a un apartamento en Nueva York poco antes de que Sting la escribiera. Kenny Kirkland toca el piano, Manu Katché la batería, Branford Marsalis el saxofón y Mino cinelu la percusión
La canción fue lanzada como un sencillo en 1988, pero solo alcanzó el puesto 51 en la UK Singles Chart. En los Estados Unidos, "Englishman in New York" llegó al puesto 84 de la lista Billboard Hot 100 en abril de 1988. En ese mismo mes, alcanzó la posición 32 en la lista Billboard Mainstream Rock Tracks.
En 1990, la compañía discográfica permitió que el DJ holandés Ben Liebrand realizara un remix de «Englishman in New York». Esta versión fue lanzada posteriormente como un sencillo y alcanzó el puesto 15 en la UK Singles Chart a mediados de 1990.
El video fue dirigido por David Fincher y muestra a Sting y su banda en Nueva York, así como a Quentin Crisp.

## Versiones
Varios artistas han realizado versiones de «Englishman in New York». Otros han usado la música y la temática de la canción en sus composiciones. Algunas de estas versiones son:
- «Jamaican in New York» de Shinehead.
- La banda filipina Bamboo realizó un cóver para su álbum We Stand Alone Together.
- Razorlight realizó un cóver de la canción para el álbum de BBC Radio 1 Radio 1 Established 1967.
- «Africain à Paris» de Tiken Jah Fakoly.
- Tanghetto realizó una versión instrumental de la canción.
- «Anglophone In Quebec» de Bowser and Blue.
- Eric Reed realizó un cóver para su álbum Manhattan Melodies.
- Che Sudaka realizó una versión en español titulada «Sin papeles».
- Dark la eMe también realizó una versión titulada «Asturiano en Madrid».
- King Changó realizó una versión titulada «Venezuelan in New York».
- Black Eyed Peas realizó la canción «Union» de su álbum Monkey Business tomando como base dicha canción.
- Otto Waalkes realizó una parodia de la canción en 1993 titulada "Friesenjung", de la que luego Ski Aggu y Joost Klein hicieron un sample con el mismo título.